# 高級電影研究學院
法國的高級電影研究學院，全名是「高級電影研究學院」(L'Institut des hautes études cinématographiques，缩写IDHEC）是一所電影學校，位在巴黎。

## 历史
1943年由作曲家 Yves Baudrier 成立；1945-1965年間他也在此任教。此電影學校課程維持三年，專注在電影的技術教導，包含導演、編劇跟剪接等課程。1986年改制成「國家高等視聽創作學院」 (l'École nationale supérieure des métiers de l'image et du son)，以 la Fémis 之名聞世。